# Aphysoneura pringlei
Aphysoneura pringlei är en fjärilsart som beskrevs av Sharpe 1894. Aphysoneura pringlei ingår i släktet Aphysoneura och familjen praktfjärilar. Inga underarter finns listade i Catalogue of Life.